# Театральное здание в Древнем Риме
Первоначально в качестве театральных зданий в Древнем Риме сооружались временные  подмостки из дерева, которые ломались по окончании зрелища. По трём лесенкам, которые вели на помост, поднимались на сцену персонажи. Вместо фона имелась задняя стена с занавеской. Для зрителей перед сценой были расставлены скамьи.
Первый постоянный театр был сооружен из камня около 55 года до нашей эры по инициативе полководца - Гнея Помпея Великого. Вместимость здания составляла 17 тысяч зрителей.
К концу I в. до нашей эры, количество театров в Риме возросло до трёх, последние два из которых вмещали около 45 тысяч зрителей.
Особенностью древнеримского театрального здания являлось то, что здесь орхестра представляла собой полукруг. Ввиду отсутствия хора в римских пьесах, на орхестре рассаживались зрители, которые являлись представителями знати.
К окаймленному портиком театру примыкала курия - зал заседаний сената Рима.
Здание было трёхэтажным, с особым куполом - веларий для защиты от дождя и зноя. Амфитеатр поддерживался фундаментом со сводами.
Выступление актёров происходило на так называемом просцениуме, особой площадке.
Мужчины исполняли роли как мужчин, так и женщин. Актёры выступали с маской на лице лишь  в одном жанре - ателлана. Отказ от масок был принудительным по характеру. Профессия актёра считалась весьма позорной.
За всю историю существования древнеримского театра, наиболее популярными среди актёров являлись комик Росций и автор трагедий - Эсоп (Эзоп).